# Dysphania auristriga
Dysphania auristriga là một loài bướm đêm trong họ Geometridae.